# Koolhoven FK.52
Die Koolhoven FK.52 war ein von der in Rotterdam ansässigen niederländischen Koolhoven Flugzeug AG (N.V. Koolhoven vliegtuigen) entwickeltes militärisches Mehrzweckflugzeug der 1930er Jahre. Von ihr wurde nur eine kleine Anzahl gebaut.

## Entwicklung und Einsatz
Der Prototyp der FK.52 begann seine Flugerprobung am 9. Februar 1937. Er verfügte über gute Flugeigenschaften, eine gute Steigleistung, blieb auch im Langsamflug noch voll steuerbar und benötigte eine dementsprechend kurze Landebahn. Die guten Testergebnisse veranlassten die niederländischen Luftstreitkräfte zu einem Auftrag über fünf Flugzeuge, aber noch bevor die Auslieferung abgeschlossen werden konnte, wurde der Prototyp am 11. August 1937 bei einem Absturz zerstört. Die kleine Serie wurde trotzdem vollendet und in Dienst gestellt.
Als im November 1939 mit dem sowjetischen Überfall auf Finnland der Winterkrieg begann, meldeten sich ausländische Freiwillige zum Kampf in den finnischen Streitkräften oder beschafften in Privatinitiative Kriegsgerät für die finnischen Truppen. In diesem Rahmen erwarb der Schwede Carl Gustaf von Rosen von den Niederlanden zwei der fünf FK.52 und stellte sie den finnischen Luftstreitkräften zur Verfügung, die die Flugzeuge während des gesamten Konflikts und darüber hinaus noch im Fortsetzungskrieg zur Aufklärung und als leichter Bomber nutzten. Die in den Niederlanden verbliebenen drei Flugzeuge wurden 1940 nach der deutschen Besetzung des Landes verschrottet.

## Aufbau
Die FK.52 war ein einstieliger, verspannter und gestaffelter Doppeldecker in Gemischtbauweise mit einem Ober- und Unterflügel gleicher Spannweite und Tiefe. Der Rumpf bestand aus einem geschweißten Stahlrohrgerüst mit ovalem Querschnitt und Stoffbespannung. Die Besatzungskabine mit den hintereinander liegenden Sitzen besaß eine geschlossene Haube, die in Höhe des vorderen Sitzes ein aufklappbares Dach zum Einstieg des Flugzeugführers besaß. Der dahinter sitzende Beobachter und gleichzeitig Bordschütze gelangte durch eine seitliche Tür auf seinen Arbeitsplatz. Zur Bedienung der Abwehrbewaffnung öffnete er den hinteren Teil der Haube, die im Notfall im Ganzen abgeworfen werden konnte. Die beiden sich unter dem Führersitz befindlichen Kraftstoffbehälter mit insgesamt 550 l Inhalt waren ebenfalls abwerfbar. Im Rumpf waren auch Aufhängungen für bis zu 100 kg Bomben untergebracht, die von beiden Insassen ausgelöst werden konnten.
Das Tragwerk bestand aus Ober- und Unterflügel, die jeweils zwei Holme sowie Gurte aus Fichtenholz mit einer Beplankung aus Sperrholz aufwiesen. Die Staffelung der Flügel war so angeordnet, dass der hintere Holm des Oberflügels auf gleicher Höhe mit dem Vorderholm des unteren Flügels lag. Die Verbindung untereinander wurde durch N-Stiele und ausgekreuzte Spanndrähte hergestellt, der Oberflügel war dazu durch einen Baldachin mit dem Rumpf verbunden. Querruder aus mit Stoff bespannten Metall befanden sich nur an den unteren Tragflächen.
Das freitragende Leitwerk bestand aus Höhen- und Seitenleitwerk mit statisch ausgeglichenem Höhen- und Seitenruder. Am Höhenruder war zusätzlich eine im Flug verstellbare Trimmklappe befestigt, während die Trimmklappe am Seitenruder mit dem Bedienmechanismus gekoppelt war. Wie die Querruder bestanden sie aus einem Metallgerüst mit Stoffbespannung.
Die FK.52 besaß ein nichteinziehbares Hauptfahrwerk aus freistehenden, verkleideten und ölgedämpften Koolhoven-Federbeinen und öldruckgebremsten Rädern mit Niederdruckreifen. Das Heckrad saß in einer Gabel und war um 360° drehbar.

## Technische Daten
| Kenngröße             | Daten                                           |
| --------------------- | ----------------------------------------------- |
| Besatzung             | 2                                               |
| Spannweite            | 9,8 m                                           |
| Länge                 | 8,3 m                                           |
| Höhe                  |                                                 |
| Flügelfläche          | 28,4 m²                                         |
| Flächenbelastung      | 79,3 kg/m²                                      |
| Leistungsbelastung    | 2,7 kg/PS                                       |
| Flächenleistung       | 29,2 PS/m²                                      |
| Leermasse             | 1350 kg                                         |
| Rüstmasse             | 2135 kg                                         |
| Zuladung              | 115 kg                                          |
| Startmasse            | normal 2250 kg maximal 2500 kg                  |
| Antrieb               | ein luftgekühlter Neunzylinder-Sternmotor       |
| Typ                   | Bristol Mercury VIII                            |
| Leistung              | 800 PS (588 kW) in 4750 m Höhe                  |
| Kraftstoffvolumen     | 550 l                                           |
| Höchstgeschwindigkeit | 300 km/h in Bodennähe 370 km/h in 4750 m Höhe   |
| Marschgeschwindigkeit | 315 km/h in 4750 m Höhe                         |
| Steiggeschwindigkeit  | 8,9 m/s in Bodennähe 10,0 m/s in 4750 m Höhe    |
| Steigzeit             | 3,7 min auf 2000 m Höhe 8,3 min auf 4750 m Höhe |
| Dienstgipfelhöhe      | 9200 m                                          |
| Reichweite            | 1050 km bei Marschgeschwindigkeit               |

## Nutzer
NiederlandeKoninklijke Luchtmacht: 5
 FinnlandSuomen ilmavoimat: 2